# Galiziendeutsche

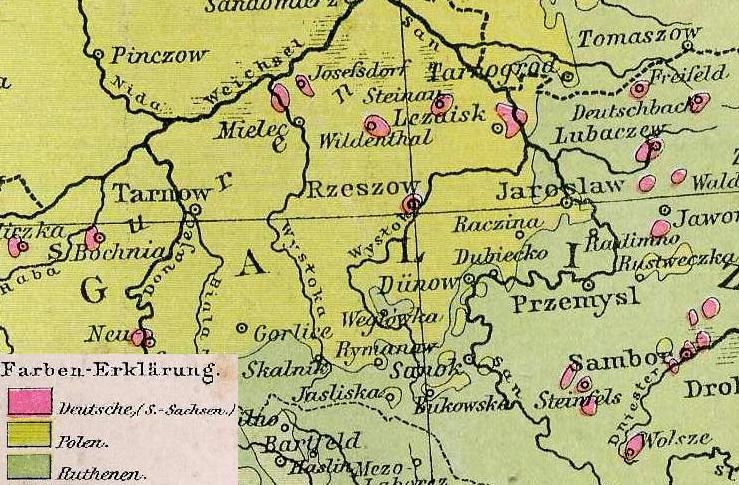
Galiziendeutsche Sprachinseln, Karte von 1880

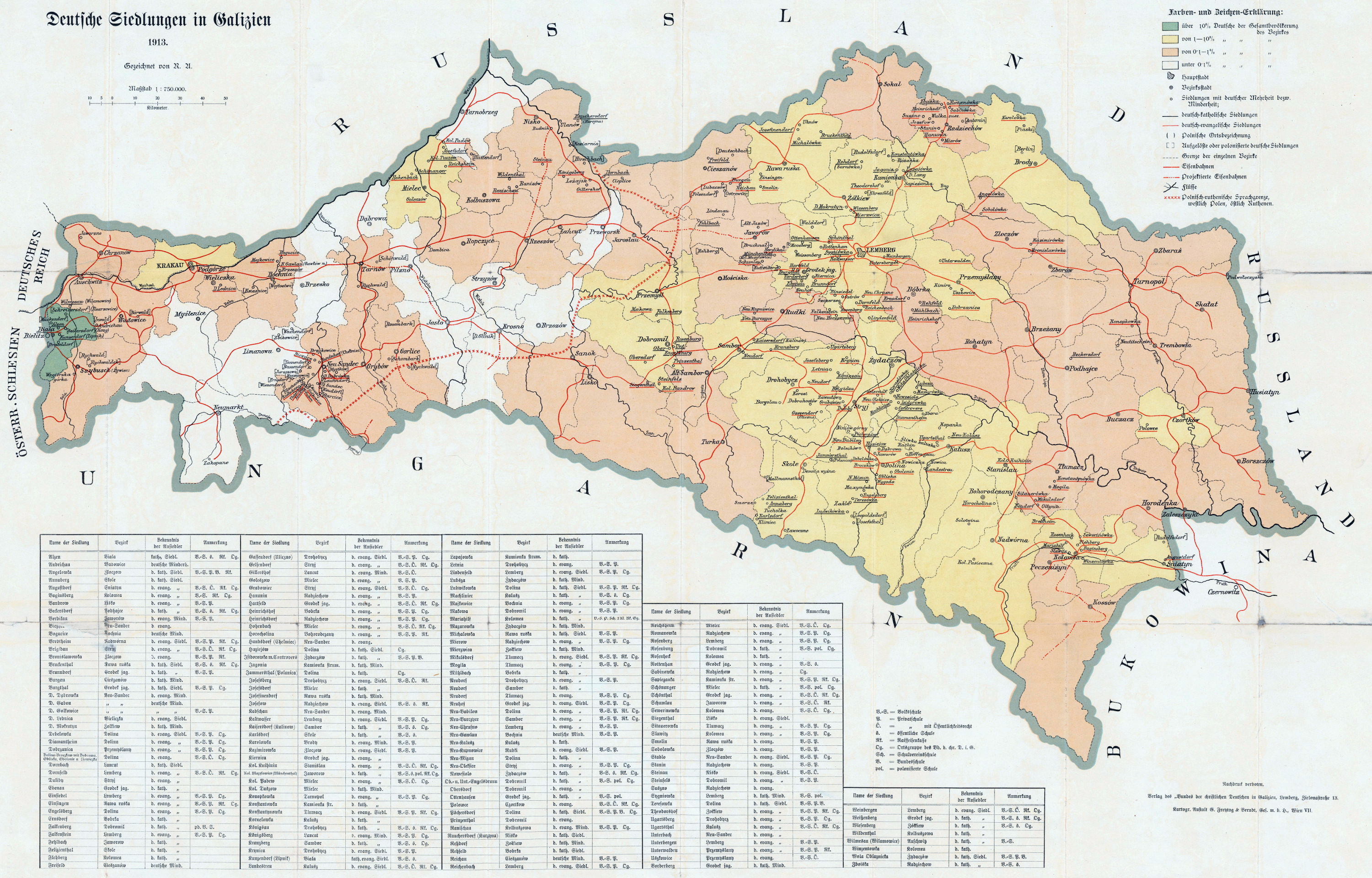
Deutsche Siedlungen in Galizien 1913

Galiziendeutsche waren Siedler deutscher Herkunft in Galizien in der Habsburgermonarchie ab 1774 und in der Zweiten Polnischen Republik 1919 bis 1939.

## Geschichte

### Erste Ansiedlung im Königreich Polen
Um 1750 wurden schlesische Tuchweber durch Fürst Stanisław Poniatowski in Zaleszczyki angesiedelt.

### Ansiedlungen seit 1774

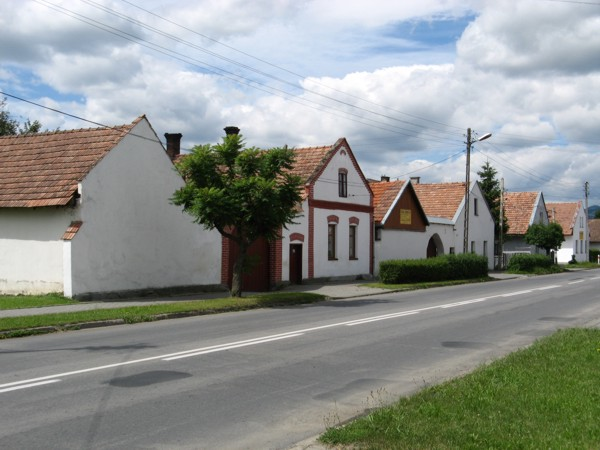
Siedlung der Josephinischen Kolonisation in Gołkowice Dolne (Deutsch Golkowitz)

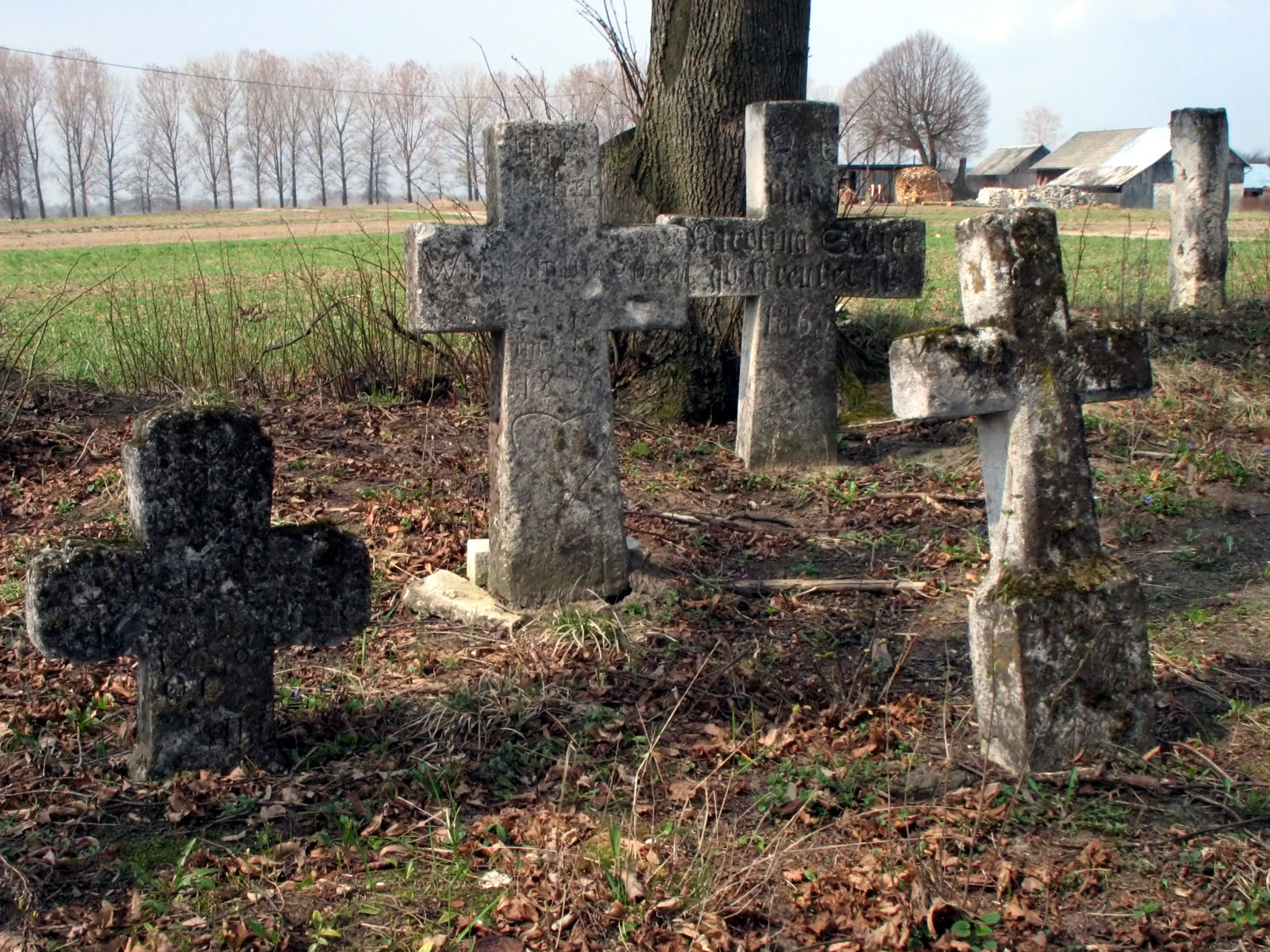
Ehemaliger Evangelischer Friedhof in Brusno (Brutzen)

Die österreichische Kaiserin Maria Theresia hat gleich nach der ersten Teilung Polens etwa um 1774 in Lemberg die ersten Handwerker aus dem Deutschen Reich ansiedeln lassen. Nach dem Tode der Kaiserin im Jahre 1780 begann unter Kaiser Joseph II. die eigentliche, nach ihm benannte Kolonisation des Landes.
Mit dem Ansiedlungspatent von 1781 wurden die Bedingungen für die Ansiedlung von Bauern und Handwerkern aus dem Deutschen Reich festgelegt. Das betraf vor allem die Zuteilung des Bodens und die Gewährung einer mehrjährigen Steuerfreiheit.
Das Toleranzpatent Josephs II. von 1781 ermöglichte erstmals die Ansiedlung von Andersgläubigen im katholischen Österreich. Daraus erklärt sich der hohe Anteil der evangelischen Christen unter den Ansiedlern in Galizien.

### Herkunft der Siedler
Somit sind auch viele von protestantischen Flüchtlingen abstammende Menschen nach Etablierung des Edikt von Fontainebleau aus dem Pfälzischen und Badischen Raum nach Galizien gezogen. Unter ihnen waren auch radikal-reformatorische Mennoniten, die in Galizien in mehreren Siedlungen bei Lemberg lebten: anfänglich in drei Siedlungen: Einsiedel (18 Familien), Falkenstein (7 Familien) und Rosenberg (3 Familien). Später entstanden die Siedlungen: Neuhof alias Weissmanówka (1830), Kiernica (1848), Horożanna (1850), Mostki (1854), Wiszenka (1862), Ehrenfeld-Błyszczywody (1864), Trościaniec im Bezirk Jaworów (1870), Dobrowlany (1871), Lipowce (1872), Podusilna (1872). In den Jahren 1880–1883 wanderten 73 mennonitische Familien nach Nordamerika aus. 1909 bildeten die Mennoniten die erste und die einzige mennonitische Gemeinde Lemberg-Kiernica.
Die Werber des Kaisers konzentrierten ihre Bemühungen besonders auf die Pfalz und das Saarland, denn dies war eine Gegend im Deutschen Reich, die durch häufige Kriege mit dem Nachbarn Frankreich besonders verarmt war. Auf diese Weise ist zu erklären, dass die meisten der zwischen 1782 und 1785 in Galizien eingewanderten Bauern und Handwerker die pfälzische Mundart sprachen. Diejenigen Ansiedler, die aus anderen Teilen des Deutschen Reiches kamen, bildeten in der neuen Heimat eine Minderheit und konnten sich in den nachfolgenden Generationen mit ihrer Mundart nicht durchsetzen.
In der Auswanderungsbewegung des 18. Jahrhunderts spielte auch das als Enklave in der Pfalz gelegene, aber zu Vorderösterreich gehörende Oberamt Winnweiler eine besondere Rolle. Viele Galiziendeutsche stammten entweder direkt aus den Dörfern des Oberamtes oder ließen sich – aus anderen Pfälzer Gebieten kommend – zumindest dort anwerben. In diesem Zusammenhang richtete man in Winnweiler um 1781 sogar eine spezielle Anwerbestelle für Galizienauswanderer ein.
Die meisten Pfälzer zogen zunächst rheinaufwärts bis Speyer und dann zwischen Schwarzwald und Odenwald hindurch bis nach Ulm. Von Ulm aus fuhr man auf der Donau in den sogenannten Ulmer Schachteln bis nach Wien. Die Ulmer Schachteln waren ganz billig hergestellte Boote, die nur in einer Richtung donauabwärts fuhren, denn sie wurden am Ende ihrer Reise als Brennholz verkauft.
Von Wien aus ging die Reise auf dem Landwege weiter. Man zog mit Pferdewagen in größeren Gruppen über Brünn, Olmütz, Mährisch Neustadt, Bielitz bis nach Krakau und von dort weiter in die Bestimmungsorte.

### Erste Ansiedlungen
Aus den Ansiedlungslisten der österreichischen Behörden zwischen 1782 und 1785 geht hervor, dass in diesem Zeitraum 3.216 Familien mit 14.669 Personen nach Galizien zogen. Die Einrichtung der Höfe für die Ansiedler konnte mit diesem Ansturm nicht Schritt halten, so dass ab 1785 die Zahl der Aussiedler beschränkt wurde, denn die in Lagern auf ihre Ansiedlung wartenden Menschen mussten erst auf die Höfe verteilt werden. Dieses dauerte bis 1789 und länger. Aber schon 1790 starb Kaiser Joseph II. und damit endete die sogenannte Josephinische Kolonisation.
Eine zweite Einwanderungswelle unter Kaiser Franz führte weit weniger Menschen nach Galizien.
Ab 1790 begannen sich auch polnische Grundherren für die Aufnahme von Siedlern zu interessieren, denn sie erkannten inzwischen den Nutzen der deutschen und böhmischen Siedler für die Landwirtschaft. So entstand eine größere Zahl von Privatgründungen, die östlich der josephinischen Ansiedlungsgrenze lagen. Siedler wurden ins Land geholt, erhielten gegen eine bestimmte Abgabe Urwald zum Roden und durften das so gewonnene Land als ihr Eigentum landwirtschaftlich nutzen.
1804 wurde eine eigene evangelische Superintendentur für Galizien gebildet.

### Einwanderungswelle 1810
Nach 1810 gab es noch eine dritte Einwanderungswelle kleineren Ausmaßes aus dem katholischen Egerland, wodurch unter anderem die Orte Machliniec und Mariahilf entstanden. In der Zeit zwischen 1811 und 1848 siedelten private Grundherren vermehrt Bauern und Waldarbeiter aus Böhmen an. Böhmische Siedler zogen etwa nach Smosche (Сможе), Klymez und Tucholka. Nach einer Pest- oder Cholera-Epidemie in der Gegend um Smosche warb der dortige Grundherr Karl Scheiff um 1835 neue Siedler aus Westböhmen an. Er gründete dazu drei neue Dörfer, die er nach sich selbst und seinen Familienmitgliedern in „Karlsdorf“ (gegründet 1838), „Annaberg“ (nach seiner Ehefrau Anna, gegründet 1835) und „Felizienthal“ (nach seinem Sohn Felix, ebenfalls gegründet 1835) benannte.

### Auswanderungen nach Amerika Ende des 19. Jahrhunderts
Seit dem Ende des 19. Jahrhunderts wanderten insgesamt etwa 27.000 Galiziendeutsche nach Amerika aus. Dadurch verschwanden deutsche Siedlungen, in anderen Orten gerieten die Deutschen durch den Zuzug von Ukrainern und Polen in die Minderheit. Deutsche Schulen und Kirchen mussten geschlossen werden. Dazu siedelten weitere Galiziendeutsche auf Anwerbung der preußischen Regierung nach Westpreußen und Posen aus.
Im Jahr 1900 gab es rund 80.000 deutsche Christen in Galizien. Der Rest der Angaben über deutschsprachige Bewohner in der Volkszählung (über 212.000) waren generell die jiddischsprachigen Juden (Jiddisch galt in Österreich-Ungarn als deutscher Dialekt und seine Sprecher wurden nach etablierter Nationalpolitik als Deutsche gezählt) mit der Ausnahme des westlichsten Galiziens, besonders Biała Krakowska, wo die Juden tatsächlich oft Hochdeutsch sprachen.
Um dieser Abwanderung entgegenzutreten, gründete Pfarrer Theodor Zöckler 1907 gemeinsam mit evangelischen und katholischen Deutschen den Bund der christlichen Deutschen in Galizien. Der Deutsche Volksrat für Galizien sollte die Interessen gegenüber den österreichischen Behörden vertreten. 1914 war der Bund der christlichen Deutschen in Galizien in 108 Ortsgruppen aktiv.

### In der Zweiten Polnischen Republik
Seit 1920 gehörte Galizien zur neu gegründeten Zweiten Polnischen Republik. Die Situation der Galiziendeutschen verschlechterte sich in den folgenden Jahren durch Druck der polnischen Behörden. 1923 wurde der Bund der christlichen Deutschen in Galizien verboten.
Der wichtigste Vertreter der Galiziendeutschen blieb Superintendent Theodor Zöckler als Leiter der Evangelischen Kirche A. und H. B. in Kleinpolen.

### Umsiedlung 1939

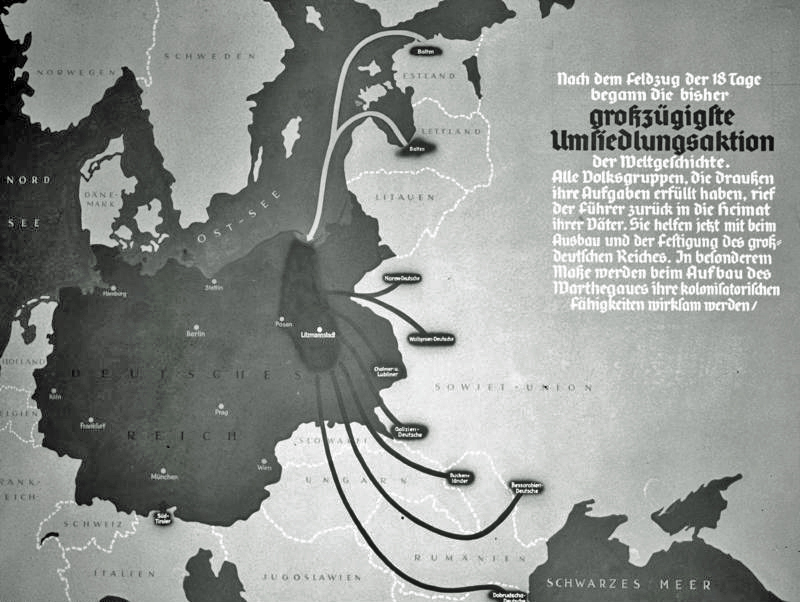
großzügigste Umsiedlungsaktion der Weltgeschichte, Propagandaplakat zur Kolonisierung des Warthegaues

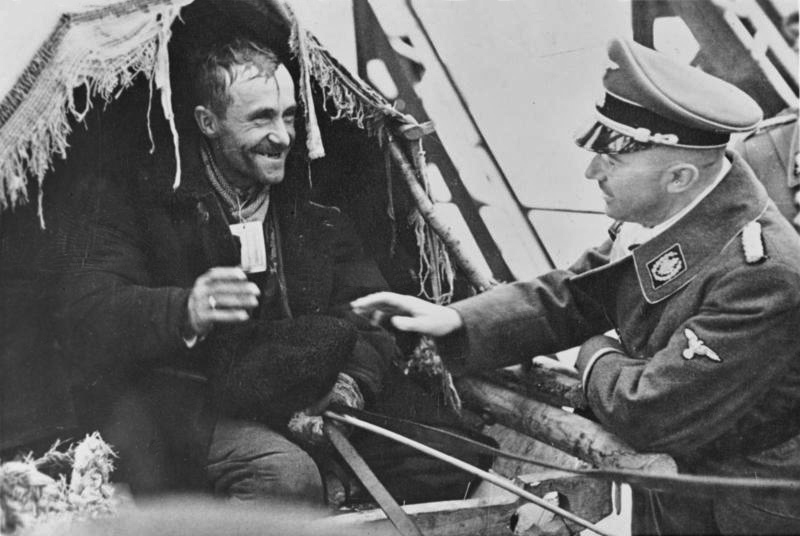
Galiziendeutscher Umsiedler, rechts Heinrich Himmler, bei Przemyśl (1940).

Nach der Besetzung Galiziens durch sowjetische Truppen wurden Ende 1939 die meisten Galiziendeutschen in das Deutsche Reich umgesiedelt.
Etwa 80 % der Umsiedler aus Galizien sowie Wolhynien wurden auf der sowjetischen Seite in Eisenbahnzügen bis zur Deutschen Grenze gebracht. Um die ganz unregelmäßig und ohne Voranmeldung ankommenden Umsiedler in das Deutsche Reich weiterzubefördern, wurden an den Grenzübergängen Lager errichtet. Um zu verhindern, dass die Lager an der Interessengrenze überbelegt wurden, wurden die Umsiedler nach der Ankunft in Auffanglagern in Łódź, Pabianice, Zgierz und Kalisch konzentriert und dann in vier (eigentlich fünf) Rassebewertungsgruppen unterschieden.
Die Umsiedler wurden zu einem kleinen Teil in das Deutsche Reich (Rassebewertungsgruppe IV) und zu einem großen Teil in das Gebiet um Łódź umgesiedelt.
Unter dem Druck der Verhältnisse emigrierten insgesamt 54.095 Galiziendeutsche, die meisten siedelten sich im neuen Reichsgau Wartheland an.

### Nach 1945
1946 gründete Pfarrer Zöckler das Hilfskomitee der Galiziendeutschen A. u. H. B. im Diakonischen Werk der EKD e. V. in Stade. Der Verein gewährte den galiziendeutschen Flüchtlingen Hilfe, sofern sie sich in Not befanden. „Zunächst waren die Aufgaben seelsorgerische, materielle und kulturelle Betreuung der über ganz Deutschland verstreuten Flüchtlinge, z. B. Besuchsdienst, Familienzusammenführung, Hilfe bei Unterkunft, Beratung bei Auswanderungsabsicht usw.“

## Sprache
Überwiegend sprachen die Galiziendeutschen pfälzische und schwäbische Dialekte.
Die galiziendeutschen Dialekte wurden erfasst und beschrieben im Pfälzischen Wörterbuch.

## Galiziendeutsche Orte
Durch die Aufteilung Galiziens auf die heutigen Länder Polen und Ukraine werden die Orte hier nach heutiger Landeszugehörigkeit wiedergegeben.

### Polen

#### Gebiet Biala und Saybusch
In der Zeit der Entstehung Galiziens existierte schon eine deutsche Bevölkerung im Westen, in der Umgebung von Biała (Lipnik, Hałcnów, Komorowice, Wilamowice). Später entstanden auch einige deutsche Kolonien in den Saybuscher Beskiden, besonders Żabnica. Deutsche Minderheiten hatten auch Żywiec und seine heutige Stadtteile Zabłocie und Sporysz.
- Psia Dolina (Hundstal), ein Ortsteil von Sidzina unter Polica.
- Rycerka Kolonia, ein Weiler von Rycerka Górna, gegründet 1873.
- Złatna Kolonia, gegründet 1819 neben Glashütten.
- Żabnica, gegründet 1850.

#### Gebiet Neu Sandez

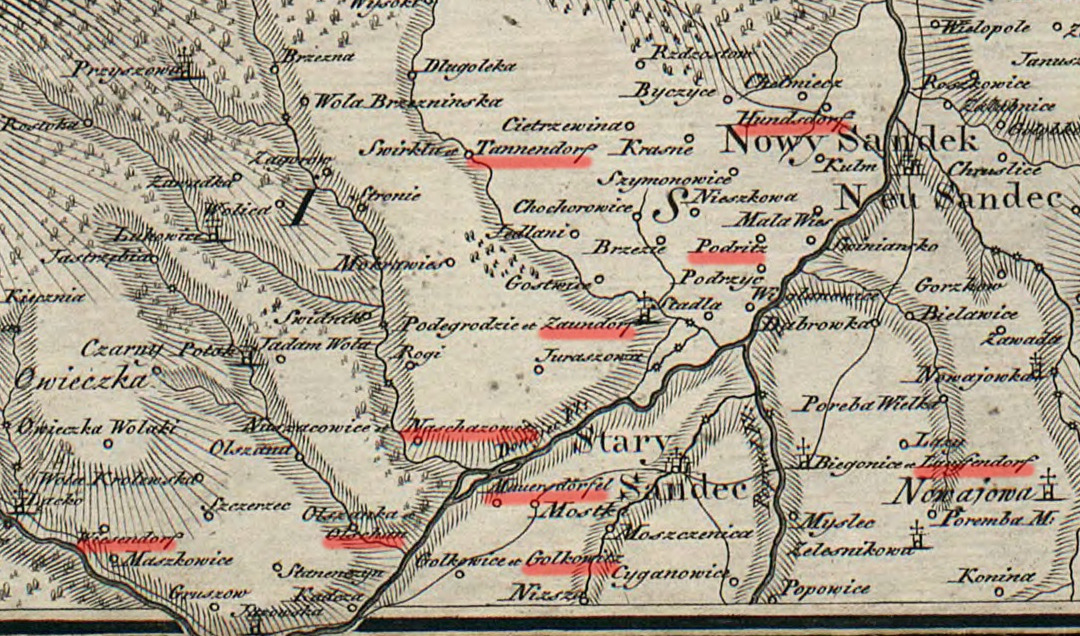
Einige Kolonien um Neu Sandez (1797)

Die Kolonien von Sandez wurden im Zuge der Josephinischen Kolonisation auf Kammergütern von Alt Sandez gegründet. Bis 1789 wurden insgesamt 235 deutsche Familien in der Umgebung von Nowy Sącz angesiedelt. Sie waren üblicherweise klein und wurden besonders nach 1860 zum größten Teil polonisiert, aber im Jahr 1921 gaben über 500 Personen im Powiat Nowosądecki deutsche Nationalität an (am meisten 124 in Dąbrówka Niemiecka). Die Protestanten (im Jahr 1921 gab es fast 1400 von ihnen, mehrheitlich deutscher Herkunft) hatten zwei Pfarrgemeinden in Stadła und Nowy Sącz. Eine Josephinische Kolonie, nach dem Muster von Gołkowice Dolne und mit der Holzkirche aus Stadła wurde im Freilichtmuseum in Falkowa rekonstruiert.
- Barcice Niemieckie (Deutsch Bartschitz), gegründet 1787, katholisch.
- Biczyce Niemieckie (Deutsch Bischitz), gegründet 1788, lutherisch.
- Biegonice (Laufendorf), jetzt ein Stadtteil von Nowy Sącz, gegründet 1783, gemischt katholisch-lutherisch-reformiert.
- Chełmiec (Hundsdorf), gegründet 1783, gemischt katholisch-lutherisch-reformiert.
- Dąbrówka Niemiecka (Neu/Deutsch Dąbrówka), jetzt ein Stadtteil von Nowy Sącz gegründet 1787, lutherisch.
- Gaboń Niemiecki (Deutsch Gaben), gegründet 1783, gemischt katholisch-reformiert.
- Gołkowice Niemieckie (Deutsch Golkowitz), gegründet 1783, gemischt katholisch-lutherisch-reformiert.
- Gaj (Hutweide), ein Weiler von Świniarsko, gegründet 1784, gemischt lutherisch-reformiert.
- Juraszowa (Jörgenau).
- Kadcza (Kadschau), gegründet 1785, gemischt lutherisch-reformiert.
- Łącko (Wiesendorf), gegründet 1783, katholisch.
- Mokra Wieś (Nassendorf), gegründet 1788, lutherisch.
- Morawina (Morau), ein Weiler von Moszczenica Niżna, gegründet 1784, gemischt katholisch-lutherisch.
- Mystków (Müstkau), gegründet 1788, katholisch.
- Naszacowice (Naschatowitz), gegründet 1783, gemischt lutherisch-reformiert.
- Olszanka (Ollschau), gegründet 1784, reformiert.
- Piątkowa, gegründet 1788, lutherisch.
- Podegrodzie (Zaundorf), gegründet 1784, lutherisch.
- Podrzecze (Unterbach), gegründet 1783, gemischt lutherisch-reformiert.
- Rytro, gegründet 1788, lutherisch.
- Stadła (Stadlau), gegründet 1788, lutherisch.
- Podmajerz (Neudörfel oder Mayersdörfel) gegründet 1784, auf dem Grund des Vorwerks in Stary Sącz, gemischt katholisch-lutherisch.
- Strzeszyce (Wachendorf), gegründet 1783, gemischt katholisch-lutherisch-reformiert.
- Szczereż (Ernsdorf), gegründet 1784, gemischt lutherisch-reformiert.
- Świerkla (Tannendorf), gegründet 1783, gemischt lutherisch-reformiert.
- Świniarsko (Schweinsanger), gegründet 1788, lutherisch.
- Zagorzyn, gegründet 1788, katholisch.
- Żbikowice (Bikowitz), gegründet 1783, gemischt lutherisch-reformiert.
- Stara Wieś (Weber), jetzt ein Weiler von Tęgoborze.

#### Gebiet Salzberg
Die Kolonien bei Salzberg wurden im Zuge Josephinischen Kolonisation auf Kammergütern der Stadt Niepołomice gegründet. Die Protestanten hatten eine Pfarrgemeinde in Gawłów Nowy (Neu Gablau) und zwei evangelische Schulen (in Gawłów und Bogucicie).
- Bogucice (Boguschitz), gegründet 1783, gemischt lutherisch-reformiert.
- Bratucice (Bartutschitz), gegründet 1783, katholisch.
- Chodenice (Trinitatis), jetzt ein Stadtteil von Bochnia, gegründet 1785, gemischt katholisch-lutherisch-reformiert.
- Gawłów Nowy (Neu Gablau), gegründet 1784, gemischt katholisch-lutherisch.
- Kłaj (Klay), gegründet 1784, lutherisch.
- Krzeczów, gegründet 1783, lutherisch.
- Książnice (Fürstenau), gegründet 1783, lutherisch.
- Lednica Niemiecka (Deutsch Lednitz), gegründet 1784, lutherisch.
- Majkowice Nowe (Neu Maykowitz), gegründet 1784, gemischt katholisch-lutherisch-reformiert.
- Niepołomice (Niepolomitz, Heidenau), gegründet 1783, katholisch.
- Kamionna (Steindorf), gegründet 1785, gemischt katholisch-lutherisch.
- Wójtostwo (Vogtsdorf), jetz ein Stadtteil von Bochnia, gegründet 1785, gemischt katholisch-lutherisch-reformiert.

#### Gebiet Sandomierz und Leżajsk

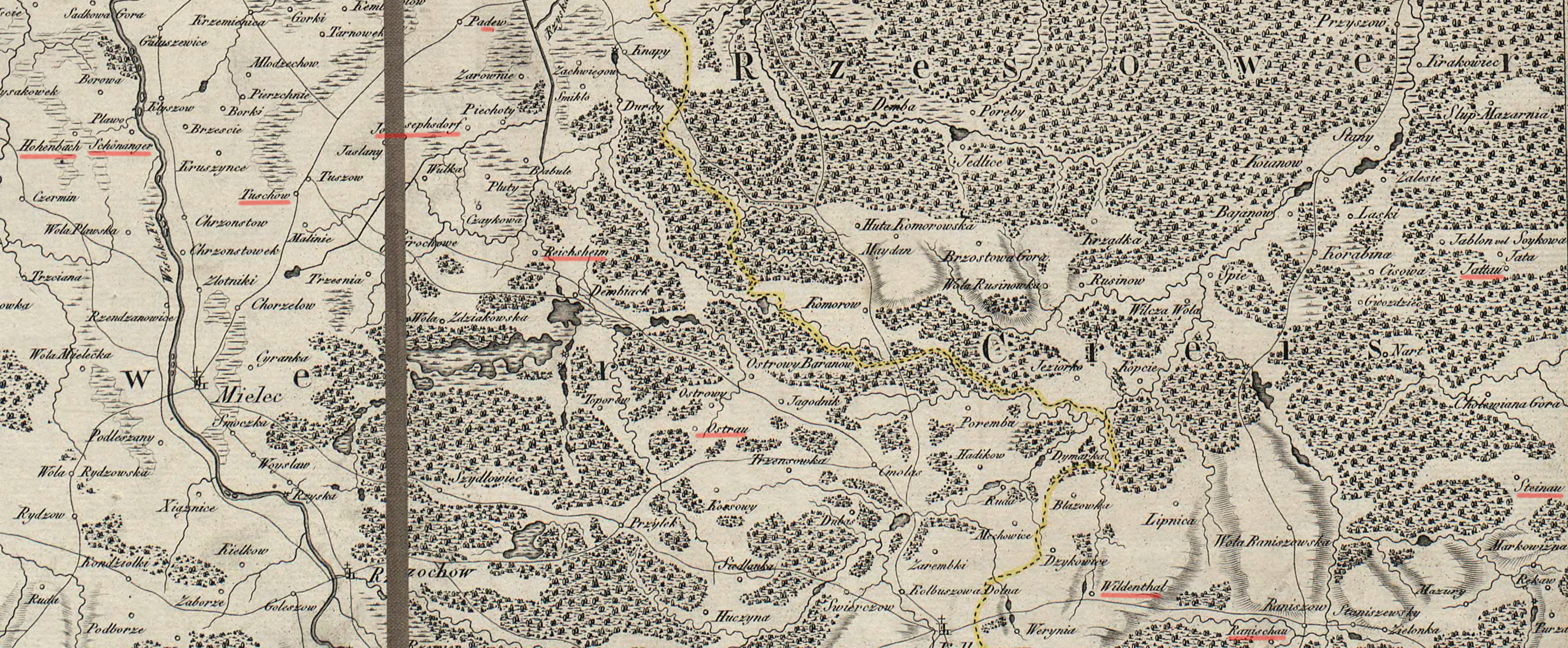
Einige Kolonien um Mielec (1797)

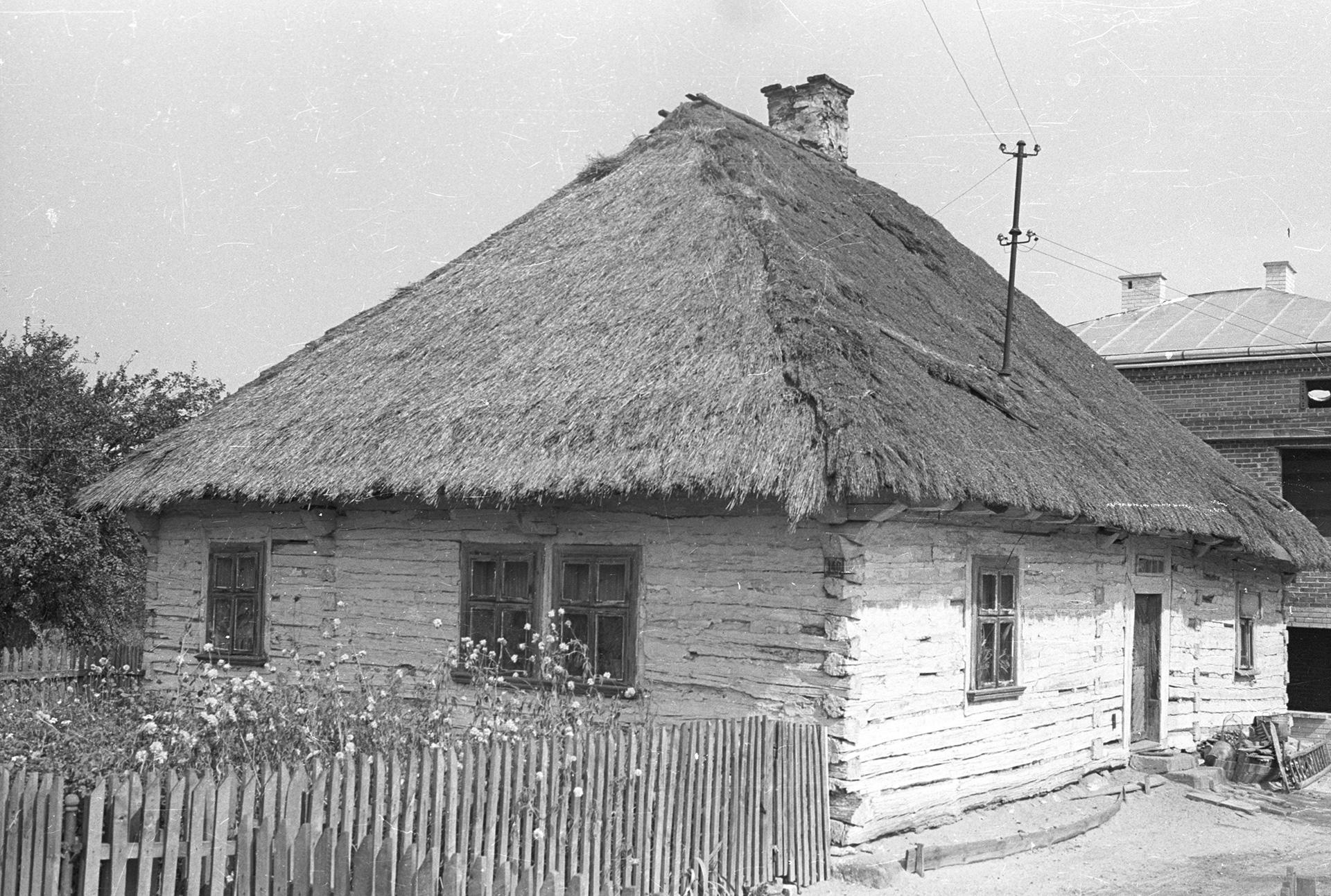
Ein Haus der deutschen Kolonisten in Raniżów/Ranischau

Die Kolonien zwischen Weichsel und San wurden im Zuge Josephinischen Kolonisation auf Kammergütern von Sandomierz und Leżajsk gegründet. Die Kolonien um Mielec schufen die informelle Koloniegemeinde Padew. Die Protestanten hatten eine Pfarrgemeinde in Raniżów (Ranischau) mit Filialgemeinde in Nowy Kamień (Steinau). Die Pfarrgemeinde in Sarnów (Reichsheim) wurde im Jahre 1867 nach Czermin (Hohenbach) verlegt. Es gab auch eine Pfarrgemeinde Schweizer Abstammung in Königsberg.
Sandomierz:
- Czermin (Hohenbach), gegründet 1783, gemischt katholisch-lutherisch-reformiert.
- Goleszów (Goleschau), gegründet 1853.
- Jata Kolonia (Jattau), gegründet 1783, gemischt katholisch-lutherisch.
- Kameralne auf dem Grund von Jeżowe, gegründet 1783, katholisch.
- Józefów (Josephsdorf), gegründet 1783, katholisch.
- Kliszów, gegründet 1784, katholisch.
- Ostrowy Tuszowskie Kolonia (Sandlauter oder Deutsch Ostrau), gegründet 1783, katholisch.
- Padew Kolonia (ursprünglich Fallbrunn), gegründet 1783, katholisch-lutherisch.
- Raniżów (Ranischau, ursprünglich Meinhof), gegründet 1783, gemischt lutherisch-reformiert.
- Kurzyna Wielka (Groß Rauchersdorf), gegründet 1783, katholisch.
- Kurzyna Średnia (Rauchersdorf), auf dem Grund von Kurzyna Mała (Klein Rauchersdorf), gegründet 1783, katholisch-lutherisch.
- Sarnów (Reichsheim), gegründet 1783, gemischt lutherisch-reformiert.
- Orłów (Schönanger), gegründet 1783, katholisch.
- Nowy Kamień (Steinau), gegründet 1783, gemischt lutherisch-reformiert.
- Tuszów Kolonia (Tuszow, ursprünglich Bruskenheim), gegründet 1783, gemischt katholisch-lutherisch-reformiert.
- Nowy Dzikowiec (Wildenthal), gegründet 1783, katholisch.
- Wólka Tanewska (Tanefsau), gegründet 1783, katholisch.
- Przebendów (Preppendorf), gegründet 1852.
- Wola Pławska (Weizenbach/Weizenbring), gegründet 1942 von Siedlern aus Ranischau und Wildenthal.
- Sulechów (Sulichow), gegründet 1818
- Hüttenwald bzw. Hüttendorf, polnisch Buda, eine kleine Siedlung deutscher Forstwirte westlich von Huta Komorowska

Leżajsk:
- Tarnawiec (Dornbach), gegründet 1786, katholisch.
- Giedlarowa (Gillershof), gegründet 1784, reformiert.
- Zastawna Góra (Königsberg), auf dem Grund von Wola Zarczycka, gegründet 1786, reformiert.
- Baranówka (Hirschbach), gegründet 1801.
- Łukowa Niemcy

#### Gebiet Lubaczów
Die Kolonien wurden im Zuge Josephinischen Kolonisation auf Kammergütern von Lubaczów gegründet. Die Protestanten hatten eine Pfarrgemeinde in Podlesie (Reichau).
- Karolówka (Burgau), gegründet 1783, katholisch.
- Potok Jaworowski (Fehlbach), auf dem Grund von Kobylnica Ruska, gegründet 1783, katholisch.
- Dąbków (Felsendorf), gegründet 1783, reformiert.
- Kowalówka (Freifeld), gegründet 1783, katholisch.
- Ostrowiec, heute ein Stadtteil von Lubaczów, gegründet 1783, gemischt katholisch-lutherisch.
- Podlesie (Reichau), gegründet 1783, lutherisch.
- Polanka Horyniecka (Deutschbach), gegründet 1785, gemischt katholisch-reformiert.

Im Gebiet Lubaczów, heute in Ukraine:
- Dziewięcierz (Einsingen), gegründet 1783, lutherisch.
- Lipowiec (Lindenau), gegründet 1783, gemischt lutherisch-reformiert.
- Smolin Kolonia, gegründet 1783, lutherisch.

#### Gebiet Dobromyl
Die Kolonien auf den Kammergütern von Dobromil neben Ustrzyki Dolne waren vergleichsweise groß. Die Kolonisten stammten meistens aus der Pfalz. Die Protestanten hatten eine Pfarrgemeinde in Bandrów Kolonia (Deutsch Bandrow Hochwald).
- Bandrów Kolonia (Deutsch Bandrow Hochwald), gegründet 1783, gemischt lutherisch-reformiert.
- Siegenthal, auf dem Grund von Berehy Dolne, gegründet 1788, lutherisch.
- Falkenberg, auf dem Grund von Hujsko, gegründet 1783, gemischt katholisch-lutherisch.
- Makowa Kolonia (Hohberg), gegründet 1783, gemischt lutherisch-reformiert.
- Steinfels auf dem Grund von Stebnik, gegründet früh im 19. Jahrhundert, gemischt katholisch-lutherisch-reformiert.
- Obersdorf, auf dem Grund von Krościenko, gegründet 1784.

Im Gebiet Dobromyl, heute in Ukraine:
- Engelsbrunn (heute Stadtteil von Dobromyl).
- Prinzenthal, auf dem Grund von Smereczna, gegründet 1784, gemischt lutherisch-reformiert.
- Roschewe (Rosenburg), auf dem Grund von Pietnice, gegründet 1783, katholisch.

### Ukraine
Stammsiedlungen

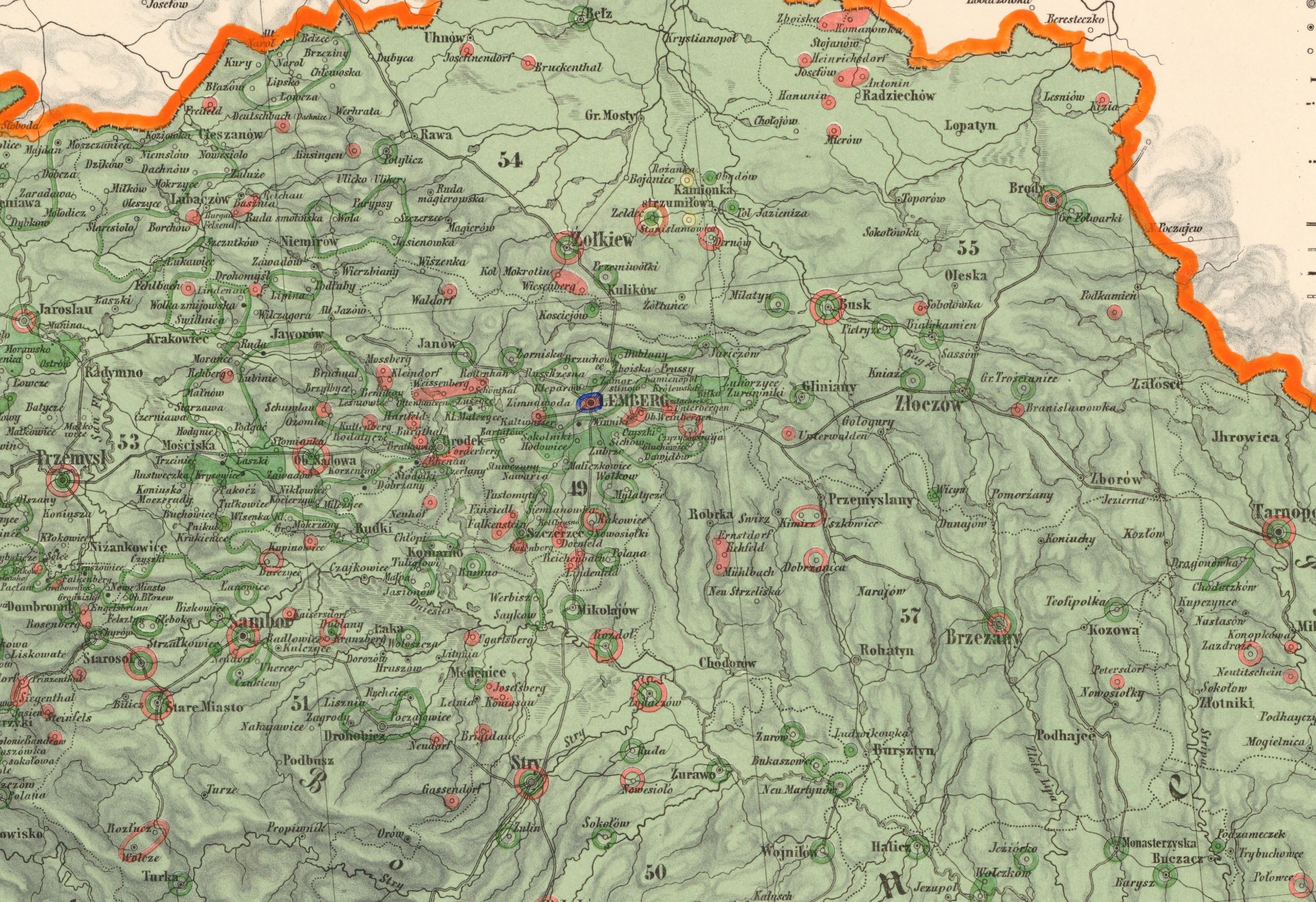
Sprachinseln im Raum Lemberg (Karte von 1855)

- Annaberg (ukrainisch Нагірне/Nahirne), gegründet 1835.
- Beckersdorf (heute Ortsteil von Новосілка/Nowosilka) gegründet 1784.
- Brigidau (ukrainisch Ланівка/Laniwka), gegründet 1783.
- Bruckenthal (heute Ortsteil von Хлівчани/Chliwtschany) gegründet 1786.
- Brundorf (heute Ortsteil von Керниця/Kernyzja) gegründet 1788.
- Burgthal (heute Ortsteil von Галичани/Halytschany) gegründet 1788.
- Deutsch-Smolin (ukrainisch Смолин/Smolin), gegründet 1783.
- Dornfeld (ukrainisch Тернопілля/Ternopillja), gegründet 1786.
- Ebenau (heute Ortsteil von Стоділки/Stodilky) gegründet 1786.
- Einsingen (heute Ortsteil von Дев'ятир/Dewjatyr) gegründet 1783.
- Einsiedel (ukrainisch Одиноке/Odynoke), Mennonitensiedlung – gegründet 1786.
- Engelsbrunn (heute Stadtteil von Dobromyl), gegründet 1783.
- Ernsdorf (ukrainisch Благодатівка/Blahodatiwka), gegründet nach 1786.
- Falkenstein (ukrainisch Соколівка/Sokoliwka), Mennonitensiedlung – gegründet 1784.
- Gelsendorf (ukrainisch Загірне/Sahirne), gegründet 1784.
- Gassendorf (heute Ortsteil von Уличне/Ulytschne), gegründet 1784.
- Hartfeld (heute Ortsteil von Речичани/Retschytschany) gegründet 1783.
- Josefow (ukrainisch Йосипівка/Jossypiwka), gegründet 1783.
- Josefsberg (ukrainisch Коросниця/Korosnyzja), gegründet 1785.
- Kaiserdorf (ukrainisch Калинів/Kalyniw), gegründet 1783.
- Königsau (ukrainisch Рівне/Riwne), gegründet 1783.
- Landestreu (ukrainisch Зелений Яр/Selenyj Jar), gegründet 1783.
- Lindenau (heute Ortsteil von Липовець/Lypowez), gegründet 1783.
- Lindenfeld (ukrainisch Липівка/Lypiwka), gegründet 1784.
- Machliniec (ukrainisch Махлинець/Machlynez), gegründet 1823.
- Mariahilf (heute Ortsteil von Kolomyja), gegründet 1811.
- Mierau (polnisch Mierów) gegründet 1785 und im Zweiten Weltkrieg zerstört; zwischen Wuslowe (Вузлове) und Dmytriw (Дмитрів) gelegen.
- Mokrotin Kolonie (ukrainisch Widrodschennja/Відродження), gegründet 1786.
- Moosberg (heute Ortsteil von Підлуби/Pidluby), gegründet 1785.
- Mühlbach (heute Ortsteil von П'ятничани/Pjatnytschany), gegründet 1786.
- Münchenthal (ukrainisch Мужиловичі/Muschylowytschi), gegründet 1783.
- Neudorf (ukrainisch Нове Село/Nowe Selo), gegründet 1783.
- Neu-Chrusno (heute Ortsteil von Хоросно/Chorosno), gegründet 1789.
- Neu-Oleksice (heute Ortsteil von Олексичі/Oleksytschi), gegründet 1786.
- Prinzenthal (heute Ortsteil von Терло/Terlo), gegründet 1784.
- Rehberg (polnisch Pyszówka, zerstört; südlich von Sarny/Сарни), gegründet 1788.
- Mühlbach (heute Ortsteil von Серники/Sernyky), gegründet 1786.
- Reichenbach (heute Ortsteil von Красів/Krassiw), gegründet 1784.
- Rosenberg (heute Ortsteil von Щирець/Schtschyrez), Mennonitensiedlung – gegründet 1786.
- Rosenburg (ukrainisch Рожеве/Roschewe), gegründet 1783, katholisch.
- Rottenhan (heute Ortsteil von Поріччя/Poritschtschja), gegründet 1785.
- Schönthal (ukrainisch Карачинів/Karatschyniw), gegründet 1785.
- Ottenhausen (ukrainisch Затока/Satoka), gegründet 1786.
- Ugartsberg (polnisch Wypuczki, ukrainisch Випучки/Wyputschky) gegründet 1785 und im Zweiten Weltkrieg zerstört; westlich von Hirske/Гірське gelegen
- Ugartsthal (heute Ortsteil von Сівка-Калуська/Siwka-Kaluska), gegründet 1785.
- Unterbergen (ukrainisch Підгірне/Pidhirne), gegründet 1785.
- Unterwalden (heute Ortsteil von Підгайчики/Pidhajtschyk), gegründet 1784.
- Weißenberg (heute Ortsteil von Добростани/Dobrostany), gegründet 1784.
- Wiesenberg (heute Ortsteil von Мервичі/Merwytschi bei Kulykiw, 15 km nördlich von Lemberg), gegründet 1786.

Deutsche Einsiedlung in eine bestehende slawische Siedlung
- Bolechow
- Neu-Babylon (heute Ortsteil von Bolechiw); jüdische Gründung

Weitere Siedlungen mit Deutschen
- Felizienthal (ukrainisch Долинівка/Dolyniwka), gegründet 1835.
- Ehrental (ukrainisch Чистопілля/Tschystopillja)
- Deutsch-Lany (ukrainisch Забужжя/Sabuschschja bei Kamjanka-Buska), gegründet 1804.
- Jagonia (ukrainisch Ягідня/Jahidnja bei Kamjanka-Buska), gegründet 1804.
- Sapieżanka (ukrainisch Сапіжанка/Sapischanka bei Kamjanka-Buska), gegründet 1804.
- Rehdorf (ukrainisch Сарнівка/Sarniwka), gegründet 1883.
- Sygniówka (heute Сигнівка/Syhniwka im westlichen Stadtgebiet von Lemberg)
- Kornelówka (ukrainisch Корнелівка/Korneliwka), gegründet 1820.
- Neudorf (ukrainisch Нове Село/Nowe Selo)
- Ludwikówka (ukrainisch Мислівка/Mysliwka), gegründet 1832.
- Krzywolanka (heute Ortsteil im Süden von Kamjanka-Buska)
- Karlsdorf (heute Ortsteil von Klymez), gegründet 1835.
- Bredtheim (heute Ortsteil von Сідлище/Sidlyschtsche), gegründet 1881.
- Mikulsdorf (heute Ortsteil von Otynija), gegründet 1848.
- Rudolfsdorf (ukrainisch Стецівка/Steziwka)
- Augustdorf (heute Ortsteil von Snjatyn), gegründet 1836.
- Neutitschein (polnisch Nowy Tyczyn, nach 1945 zerstört, nordöstlich von Pantalycha/Панталиха gelegen)
- Mallmannsthal oder Malmanstal, gegründet etwa 1820, südlich von Majdan/Майдан
- Theodorshof (ukrainisch Високофедорівка/Wyssokofedoriwka), gegründet 1824.
- Bronisławówka und Kazimirówka (heute Ortsteil von Pluhiw), gegründet 1836.
- Neuhof alias Weismanówka (ukrainisch Залужани/Saluschany)
- Berdikau (heute Ortsteil von Berdychiw), gegründet 1783
- Kleindorf (heute Ortsteil von Молошковичі/Moloschkowytschi), gegründet im frühen 19. Jhr.
- Dobrzanica Kolonia (heute Ortsteil von Dobrjanytschi), gegründet 1785
- Kuttenberg (heute Ortsteil von Moloschky)
- Sitauerówka (ukrainisch Нова Липівка/Nowa Lypiwka), gegründet 1838
- Diamantheim (ukrainisch Широке Поле, heute ein Ortsteil von Welyka Turja), gegründet 1901
- Bredtheim (heute ein Ortsteil von Sidlyschtsche), gegründet 1881
- Konstantynówka und Mogiła (heute Ortsteile von Hostiw)
- Neudorf (heute Ortsteil von Strupkiw), gegründet 1842
- Heinrichsdorf (heute Ortsteil von Suschno)
- Heinrichsdorf, auch Heinrichshof, heute Linija, Bezirk Bóbrka, gegründet 1883
- Ehrenfeld, Mennonitensiedlung, heute Tschystopillja (Lwiw), 1864
- Romanówka und Sabinówka, heute Sabaniwka
- Horocholyna, 1803
- Vorderberg, Vorstadt von Horodok, 1788
- Walddorf, Bezirk Gródek Jagielloński, im Gebiet des Truppenübungsplatzes Jaworiw
- Malynyschtsche, Bezirk Brody
- Engelsberg, Angelówka, heute Anheliwka, Bezirk Dolina, gegründet 1811
- Angelówka, heute Janheliwka, Bezirk Złoczów
- Sobolówka (heute Ortsteil von Roswasch), Bezirk Złóczów, gegründet 1829